# John Talman
John Talman (Londra, 1677 – 1726) è stato un architetto britannico.

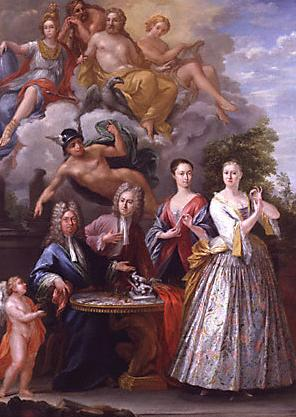
La famiglia Talman in un quadro di Giuseppe Grisoni.

Figlio dell'architetto William Talman, John fu un antiquario e collezionista e nel 1718 fu eletto direttore della Society of Antiquaries di Londra.
Nacque a Londra nel 1677, da William Talman, architetto, e sua moglie Hannah.
Suo padre William fu largamente sostenuto dai membri della corte: grazie ad essi, nel 1678, ottenne una sinecura di 52£ l’anno come King’s Waiter (incarico che mantenne fino al 1711) insieme al cognato Thomas Apprice. In seguito diventò vice soprintendente dei giardini reali e soprintendente ai lavori pubblici del nuovo re, Guglielmo III d’Orange, che gli concesse inoltre un alloggio ufficiale a Witehall. Qui John Talman crebbe circondato da alcuni degli uomini più influenti del tempo, come architetti, artisti, aristocratici e cortigiani, e nel 1697 si immatricolò nel collegio giuridico di Leida. Al tempo, era rimasto attratto dai giardini e le ville sul Reno, ma era lo stile gotico che sentiva più affine ai propri gusti: il vasto impiego di decorazioni e piccoli dettagli era evidentemente ciò che lo affascinava maggiormente, tanto che nel diario tenuto durante il periodo vissuto in Olanda si trovano moltissimi studi e disegni legati alle scienze naturali (come i numerosi schizzi sulle stelle marine). Questa sua passione si ritrovava nella sua personale biblioteca, ricca di volumi sulla filosofia naturale e, tra gli altri argomenti, anche sui dibattiti teologici dedicati al cristianesimo. Nonostante gli studi intrapresi, è chiaro che William Talman desiderava per suo figlio un futuro da architetto, per far sì che seguisse le sue orme e lo sostituisse, un giorno. 
Dopo il suo primo soggiorno a Roma durante l’inizio del secolo, Talman vi tornò nel 1709, con William Kent e l’architetto Daniel Lock. Restò in Italia fino al 1717, soggiornando principalmente a Roma ma compiendo anche escursioni in altre città come Napoli, Firenze, Padova, Ravenna e Venezia.  L’obiettivo principale era l’ottenimento di disegni per un nuovo palazzo reale a Whitehall, ma un’altra attività presto si sovrappose ad essa, descritta da suo padre come la formazione della “più valente Collezione di Libri, Stampe, Disegni ecc. che sia mai stata posseduta da un singolo individuo in Europa”. Durante questi sette anni passati a Londra, sembra che avesse trovato vocazione come antiquario religioso, muovendosi in una cerchia di virtuosi con interessi simili, molti dei quali in contatto con le cerchie di York, con i virtuosi di San Luca a Londra, e con un gruppo di amici di Oxford coinvolti nella decorazione di una nuova sala all’All Souls. Nel 1707 con Humphrey Wanley, che stava per diventare il bibliotecario di Robert Harley, e John Bagford, che voleva documentare la storia della stampa, John Talman formò un club di antiquari presso una taverna che, nei successivi dieci anni, si evolse nella Società degli Antiquari. Speravano di inviare persone istruite in viaggio alla ricerca di libri e manoscritti e per documentare tramite disegni fortificazioni antiche, castelli, chiese, tombe, iscrizioni, ecc. per creare una libreria archivio. Lo stesso Talman volle essere uno dei primi “istruiti” a perseguire questi obiettivi, nonostante suo padre vigesse in condizioni economiche difficili. Durante il lungo soggiorno di Talman (non tornò in patria fino al 1717), realizzò dozzine di disegni e ne commissionò centinaia ad artisti di città in tutta Italia. Si convertì segretamente al Cattolicesimo e coltivò un interesse speciale per gli ornamenti religiosi e le decorazioni delle chiese, ottenendo permessi speciali dal Papa e da altri importanti funzionari ecclesiastici per realizzare disegni e acquerelli di reliquiari, oggetti cerimoniali e gioielli che nessuno estraneo all’ambiente aveva mai avuto la possibilità di vedere. Disegnò inoltre oggetti di interesse antiquario e acquistò disegni, stampe, oggetti e sculture architettoniche e antiquarie, che spedì al padre per perseguire il loro ambizioso progetto di realizzare un Museo Talmaniano.
Alla sua morte, avvenuta nel 1727, l’asta che batté la collezione Talmaniana contava più di 2000 fogli.
La collezione di disegni che raccolse durante la vita era stimata in circa duecento volumi.
Talman e la sua famiglia compaiono in un ritratto di Giuseppe Grisoni conservato alla National Portrait Gallery di Londra.